# Charles Gounod
Charles Gounod (n. 17 iunie 1818, Paris, Franța – d. 18 octombrie 1893, Saint-Cloud, Île-de-France, Franța) a fost un compozitor francez, devenit celebru datorită operei sale Faust.

## Biografie
Primele sale cunoștințe muzicale le-a primit de la mama sa, o pianistă înzestrată, urmând apoi cursurile Conservatorului din Paris avându-i ca profesori pe Fromental Halévy și Pierre Zimmerman. În anul 1839 este distins cu „Premiul Romei” (Prix de Rome) și petrece 3 ani de studii în străinătate, în special la Roma, unde studiază muzica veche religioasă din Palestrina. Întors la Paris, este pe punctul de a deveni preot dar, în contact cu muzica lui Robert Schumann și Hector Berlioz își descoperă adevărata vocație și se îndreaptă către creația de operă. 
Primele lucrări dramaturgice sunt operele „Sapho“ (1851), "Călugărița însângerată" (1854) și "Medic fără voie" (operă comică - 1858), care (toate trei) nu au avut succes. În schimb, următoarea operă, "Faust", l-a consacrat și l-a situat în rândul compozitorilor celebri. Dintre creațiile ulterioare, numai "Romeo și Julieta" (1867) a rămas în repertoriul permanent universal.
În anul 1854 a terminat de scris Liturghia solemnă în onoarea Sfintei Cecilia (cunoscută și drept Liturghia Sfintei Cecilia⁠(en)[traduceți]). 
Charles Gounod a mai compus numeroase lucrări vocale, instrumentale și simfonice, precum și compoziții religioase, fiind și un scriitor talentat (studiu de muzicologie asupra operei "Don Giovanni" de Wolfgang Amadeus Mozart și cartea autobiografică "Memoriile unui artist").
Dintre lucrările sale vocale se remarcă geniala compoziție „Ave Maria”, o melodie suavă, suprapusă primului Preludiu din "Clavecinul bine temperat" de Johann Sebastian Bach.

## Opere
- Sapho (1851)
- Călugărița însângerată (La nonne sanglante, 1854)
- Medic fără voia lui (Le médecin malgré lui, 1858)
- Faust (Margarethe) (1859)
- Filemon și Baucis (Philémon et Baucis, 1860)
- La Colombe (La colombe, 1860)
- Regina din Saba (La reine de Saba, 1862)
- Mireille (1864)
- Romeo și Julieta (Roméo et Juliette, 1867)
- Cinq Mars (1877)
- Polyeucte (1878)
- Le tribut de Zamora (1881)

## Legături externe
- Materiale media legate de Charles Gounod la Wikimedia Commons
- „Charles Gounod: Works”. Accesat în 31 martie 2005.
- Lucrări de Charles Gounod la Proiectul Gutenberg
- Partituri de Charles Gounod la International Music Score Library Project